# Níkos Kazantzákis
Cet article concerne l'écrivain Níkos Kazantzákis. Pour l'ancienne municipalité, voir Níkos Kazantzákis (dème).
Níkos Kazantzákis (en grec moderne : Νίκος Καζαντζάκης) ou Kazantzaki ou encore Kazantsakis, né le 18 février 1883 à Héraklion, en Crète, et mort le 26 octobre 1957 à Fribourg-en-Brisgau (Allemagne de l'Ouest), est un écrivain grec principalement connu pour ses romans Alexis Zorba, adapté au cinéma sous le titre Zorba le Grec (titre original : Alexis Zorba) par le réalisateur Michel Cacoyannis, et La Dernière Tentation (dont le titre a été longtemps détourné au profit du titre du film et désormais republié sous son nom authentique), adapté au cinéma par le réalisateur Martin Scorsese sous le titre La Dernière Tentation du Christ (titre original : The Last Temptation of Christ).

## Biographie

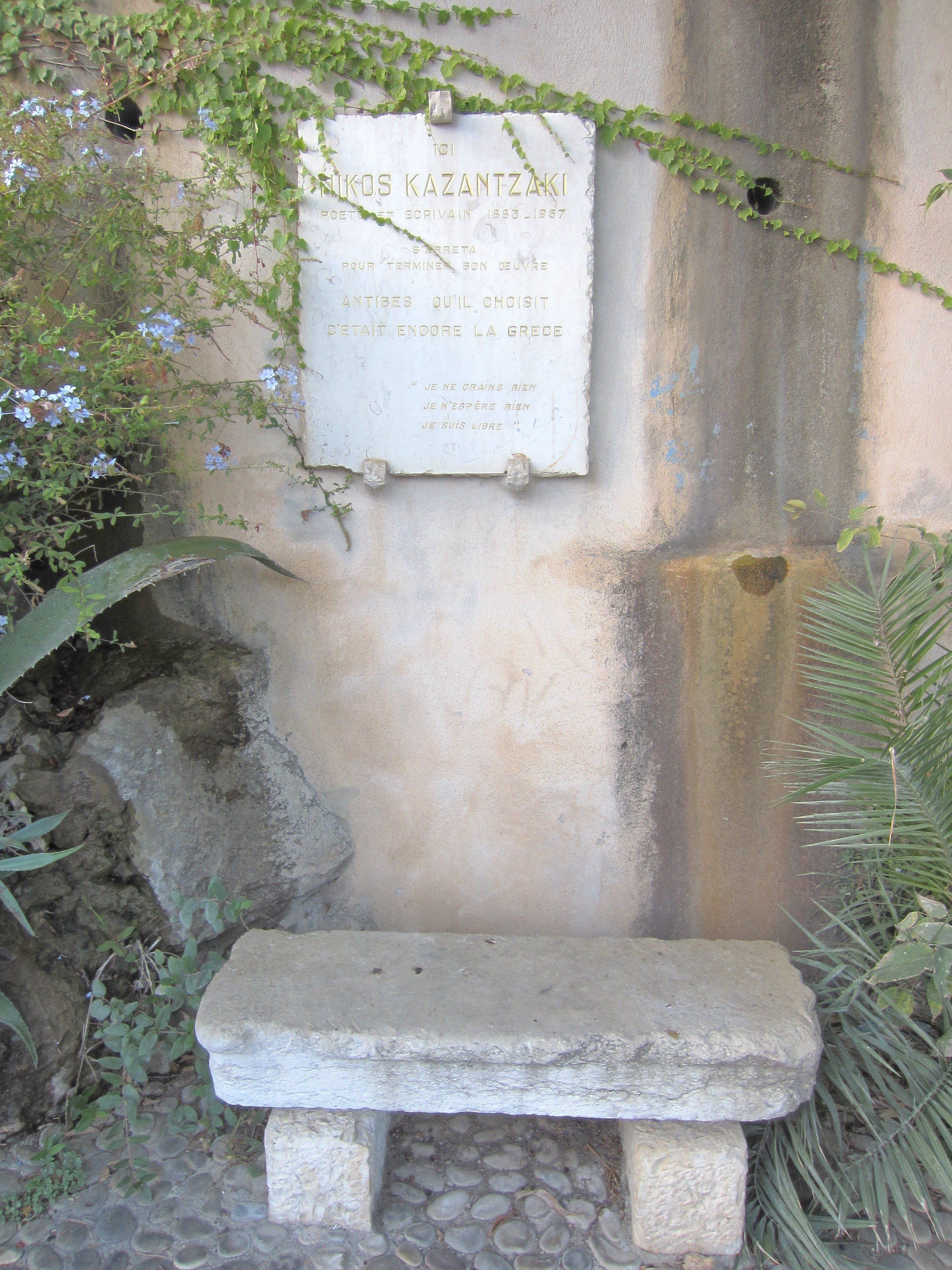
Plaque commémorative à Antibes où Kazantzakis rédigea toutes ses œuvres majeures.

Níkos Kazantzákis est né en 1883 à Héraklion, en Crète, encore sous domination de l'Empire ottoman. Il est l'aîné des quatre enfants de Mikhalis Kazantzákis (1856-1932), commerçant et propriétaire terrien, et de Maria Christodoulaki (1862-1932). Lors de la révolte crétoise de 1897-1898, il se réfugie avec sa famille sur l'île de Naxos. Il y étudie le français et l’italien à l’École commerciale française de la Sainte-Croix. De 1902 à 1906, il étudie le droit à l'université d'Athènes et devient Docteur en droit ; il compose ses premières œuvres et publie son premier roman : Le Lys et le Serpent.
De 1907 à 1909, il se rend à Paris pour étudier la philosophie et suit les cours d'Henri Bergson. De ce philosophe qui deviendra l'un de ses maîtres, il retient la théorie de l'élan vital. Il découvre aussi la pensée de Nietzsche, auquel il consacre sa thèse intitulée « Friedrich Nietzsche dans la philosophie du droit et de la cité ».

### Voyages
Níkos Kazantzákis a été un grand voyageur, souvent à titre de correspondant pour des journaux.
En 1910, de retour en Grèce, il traduit des œuvres de philosophie. L'année suivante, il épouse Galatia Alexiou, dont il se séparera en 1926. En 1912, il publie un essai sur Bergson, puis il est engagé volontaire et combat au front pendant les guerres balkaniques.
En 1914, il rencontre le poète Ángelos Sikelianós avec qui il effectue durant deux années des pèlerinages (notamment au Mont Athos) et qui lui infusera une conscience nationaliste forte. En 1917, il rencontre Georges Zorbas, future icône du roman Alexis Zorba, et exploite avec lui une mine de lignite dans la région grecque du Magne. L'année suivante, il voyage et réside en Suisse.
Nommé Secrétaire général du ministère grec de l’Assistance publique en 1919, il est chargé de la mission du rapatriement de la population grecque du Caucase, au lendemain de la Révolution russe de 1917. Après avoir démissionné de ce poste, il voyage en Allemagne, en Crète, en Autriche et en Italie entre 1921 et 1924. Il rencontre à Athènes Éleni Samiou (1903-2004) — qu'il épousera après la seconde Guerre mondiale — et commence son Odyssée, sa grande œuvre poétique de 33 333 vers de dix-sept syllabes, divisés en vingt-quatre rhapsodies.
De 1925 à 1928, il séjourne en URSS en compagnie de l'écrivain roumain francophone Panaït Istrati, puis en Palestine mandataire, en Espagne, en Italie, à Chypre, en Égypte et au Soudan. Il rencontre Pandelís Prevelákis, son ami le plus cher, et aussi l'écrivain soviétique Maxime Gorki.
De 1929 à 1936, il voyage en Tchécoslovaquie, en France, à Égine, en Espagne (pendant la guerre), en Chine et au Japon. Il écrit des scénarios de film et des récits de voyages. En 1937, il bâtit une maison à Égine et publie, l'année suivante, Odyssée, dans sa septième version. Après quoi, il se rend en Grande-Bretagne.

### De 1940 à sa mort
Pendant la Seconde Guerre mondiale, il réside sur l'île d'Égine où il se consacre à l'écriture de son chef-d'œuvre Alexis Zorba. À la fin du conflit, il épouse en secondes noces Éleni Samiou, devient ministre sans portefeuille dans le gouvernement grec, et crée un parti politique : l’Union socialiste ouvrière. En 1946, il effectue des voyages officiels en Grande-Bretagne et en France. Cette même année, le roman Alexis Zorba est publié et connaît un grand succès. L'année suivante, il est nommé Conseiller à la littérature à l’UNESCO, mais démissionne de ce poste en 1948 et s’installe à Antibes, en France.
Il voyage en Espagne pendant l'année 1950 et est lauréat du Prix international de la paix. Il entreprend alors l'écriture de son roman La Dernière Tentation, qu'il termine l’année suivante.
Pendant deux ans (1951-1952), il séjourne en Italie, en Autriche, aux Pays-Bas, mais en 1953, il est hospitalisé à Paris pour une maladie à l’œil droit. À la même époque, l’Église de Grèce l’attaque en raison de son dernier ouvrage et, en 1954, La Dernière Tentation est mise à l’index par le pape. Victime d’une leucémie, Kazantzakis est soigné en Allemagne, à Fribourg-en-Brisgau.
En 1955, il repart pour l'Italie et la Suisse et rencontre Albert Schweitzer. L'année suivante, il est encore soigné à Fribourg-en-Brisgau et à Vienne, après quoi il se rend en Slovénie.
En 1957, il repart pour la Chine et le Japon, où il tombe à nouveau malade. Il est soigné à Copenhague puis à nouveau à Fribourg où il meurt le 26 octobre, à la suite d'une grippe. Son corps est rapatrié à Héraklion, où il est inhumé le 5 novembre sur les remparts de la ville, à la suite de l’interdiction par le clergé de son enterrement au cimetière. Sur sa tombe est inscrite l'épitaphe issue de son essai l'Ascèse :
« Δεν ελπίζω τίποτα. Δε φοβούμαι τίποτα. Είμαι λέφτερος. »
« Je n'espère rien, je ne crains rien, je suis libre. »

## Philosophie, littérature et idées

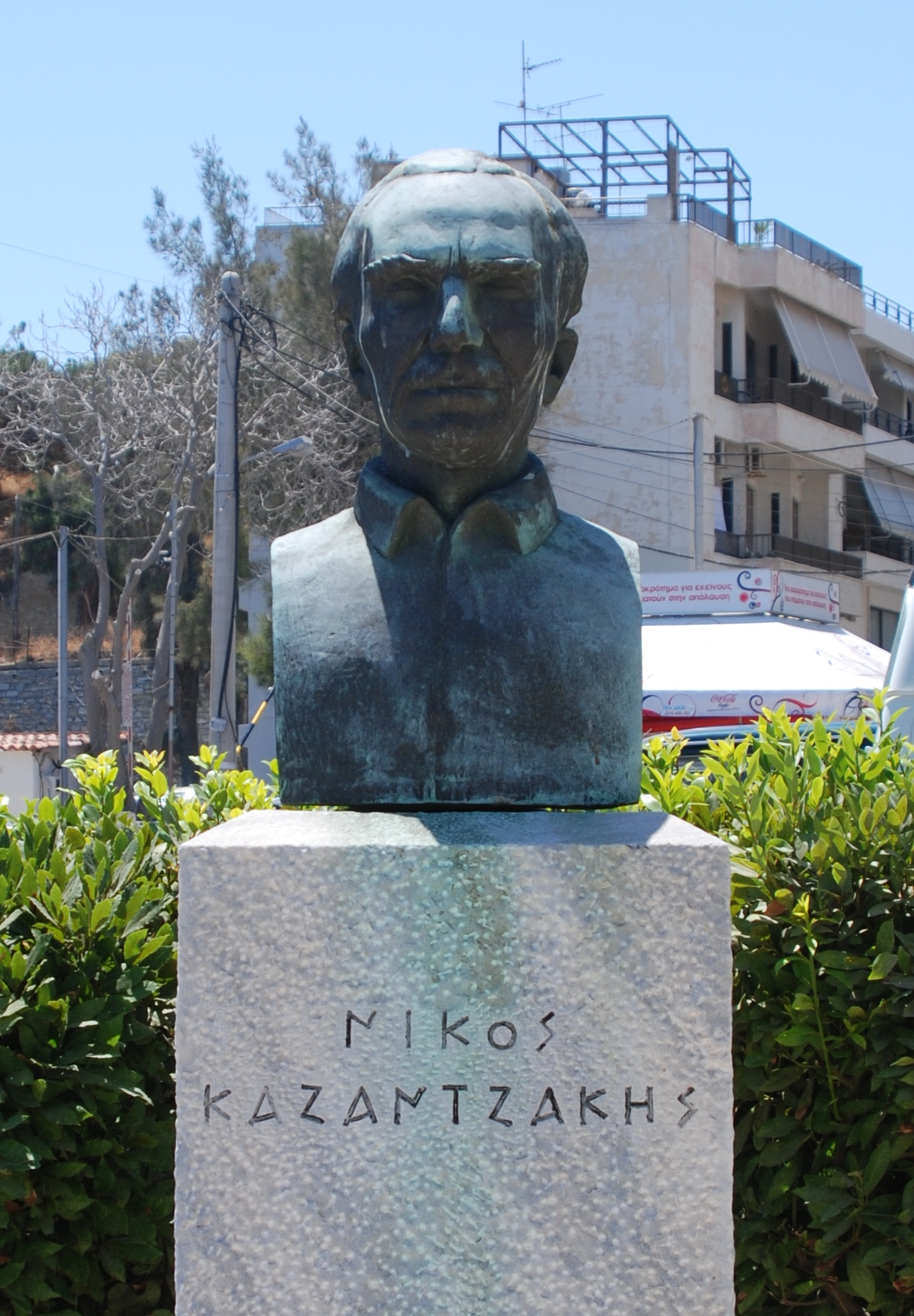
Buste de Níkos Kazantzákis à Héraklion

Penseur influencé par Nietzsche et Bergson, dont il suivit l'enseignement à Paris, il fut également attiré par le marxisme et s'intéressa au bouddhisme. « Il a poursuivi une quête tâtonnante qui lui a fait abandonner le christianisme au profit du bouddhisme, puis du marxisme-léninisme, avant de le ramener à Jésus sous l'égide de Saint-François ». Bien que son œuvre soit marquée d’un réel anticléricalisme, il n’en reste pas moins que son rapport à la religion chrétienne laissa des traces fortes dans sa pensée : goût prononcé de l’ascétisme, dualisme puissant entre corps et esprit, idée du caractère rédempteur de la souffrance… Ainsi la lecture de la vie des saints, qu'il faisait enfant à sa mère, le marqua-t-elle durablement. Mais plus que tout, c’est le modèle christique, et plus particulièrement l’image du Christ montant au Golgotha, qui traverse son œuvre comme un axe fondateur. Bien que libéré de la religion, comme en témoigne sans équivoque son fameux « Je n'espère rien, je ne crains rien, je suis libre », Kazantzákis restera donc l’héritier de cet « idéal Christ » qui se fond aussi, il faut le souligner, avec celui emprunté à la culture éminemment guerrière d’une Crète farouche encore sous domination turque alors qu'il était enfant.
De ces deux apports Níkos Kazantzákis fera jaillir sa propre source : une éthique puissante où résonnent les mots lutte, « montée », refus des espoirs, quête d’une certaine immortalité à travers l’élaboration d’un surhomme qui s’incarnera dans l’Ulysse de son Odyssée, épopée poétique de 33.333 vers qu’il considérait comme son chef-d'œuvre.
Mais Níkos Kazantzákis fut aussi un homme d'action. Journaliste envoyé comme correspondant dans diverses régions du monde, notamment pendant la Guerre d'Espagne pour le quotidien Kathimeriní, il a par ailleurs exercé à diverses reprises des fonctions officielles en Grèce, notamment en organisant le rapatriement des centaines de milliers de réfugiés micrasiates à la suite de la révolution russe de 1917 et au démantèlement de l’Empire ottoman en 1922 et un bref passage au gouvernement après la Seconde Guerre mondiale. Il fut lauréat du Prix international de la paix en 1950. Il est aussi l'un des instigateurs du renouveau de la langue grecque moderne, la dimotikí, inspirée des traditions orales (plutôt que du grec ancien) dans laquelle il a traduit de nombreux ouvrages de référence.
Notons que ses romans, bien connus des lecteurs français, ne représentent qu'une toute petite partie de la production littéraire de cet auteur prolifique qui a su explorer quasiment tous les genres littéraires.
Níkos Kazantzákis était tout autant un homme d'action qu’un érudit. « Un homme véritable est celui qui résiste, qui lutte et qui n'a pas peur au besoin de dire Non, même à Dieu. » Tel était le moteur de sa vie. Sa quête d'authenticité et de vérité l'a mené à travers le monde sur des terrains glissants (guerre balkanique, guerre d’Espagne, Russie et Chine en révolution). Il alla de pays en pays, de doctrine en doctrine, épousant bien des causes qui touchaient son cœur.

### Figures majeures
On distinguera quelques figures majeures dans son œuvre:
- L’héritage grec : Ulysse, Dionysos, Prométhée, Homère.
- La spécificité crétoise : Kapétan Mikhalis, Le Greco.
- L’héritage chrétien : Jésus-Christ, Saint-François, Dante.
- Les figures de résistants : Don Quichotte, Faust.
- Les figures de messies : Bergson, Nietzsche, Lénine, Schweitzer.
- Le salut à l’Orient : Bouddha.

## Œuvres
Grâce une énergie hors du commun, Níkos Kazantzáki a réalisé durant les quelque cinquante ans qu'a duré sa vie littéraire une œuvre immense qui ressortit à de nombreux genres littéraires. Le roman, bien sûr, mais aussi la poésie, le théâtre, les récits de voyage (sur l'Espagne, l'Italie, l'Égypte, le Sinaï, le Japon et la Chine, l'Angleterre, la Russie, Jérusalem et Chypre) ainsi que des essais philosophiques et des traductions. Ses œuvres ont été traduites et publiées dans plus de 50 pays et ont été adaptées pour le théâtre, le cinéma, la radio et la télévision,.
Outre Alexis Zorba, parmi ses ouvrages les plus connus, on mentionnera Le rapport au Greco, ouvrage semi-autobiographique. Quant au bref Ascèse, il constitue le travail séminal sur lequel germera toute l'œuvre, fondée qu'elle sera sur ce credo d'Ascèse: « Comme vous savez, écrit-il à un ami, ce fut la graine d'où a fleuri toute mon œuvre; tout ce que j'ai pu écrire par la suite ne fut qu'un commentaire et une illustration d'Ascèse. »
Il est nommé au Prix Nobel de littérature 14 fois pour neuf années différentes.

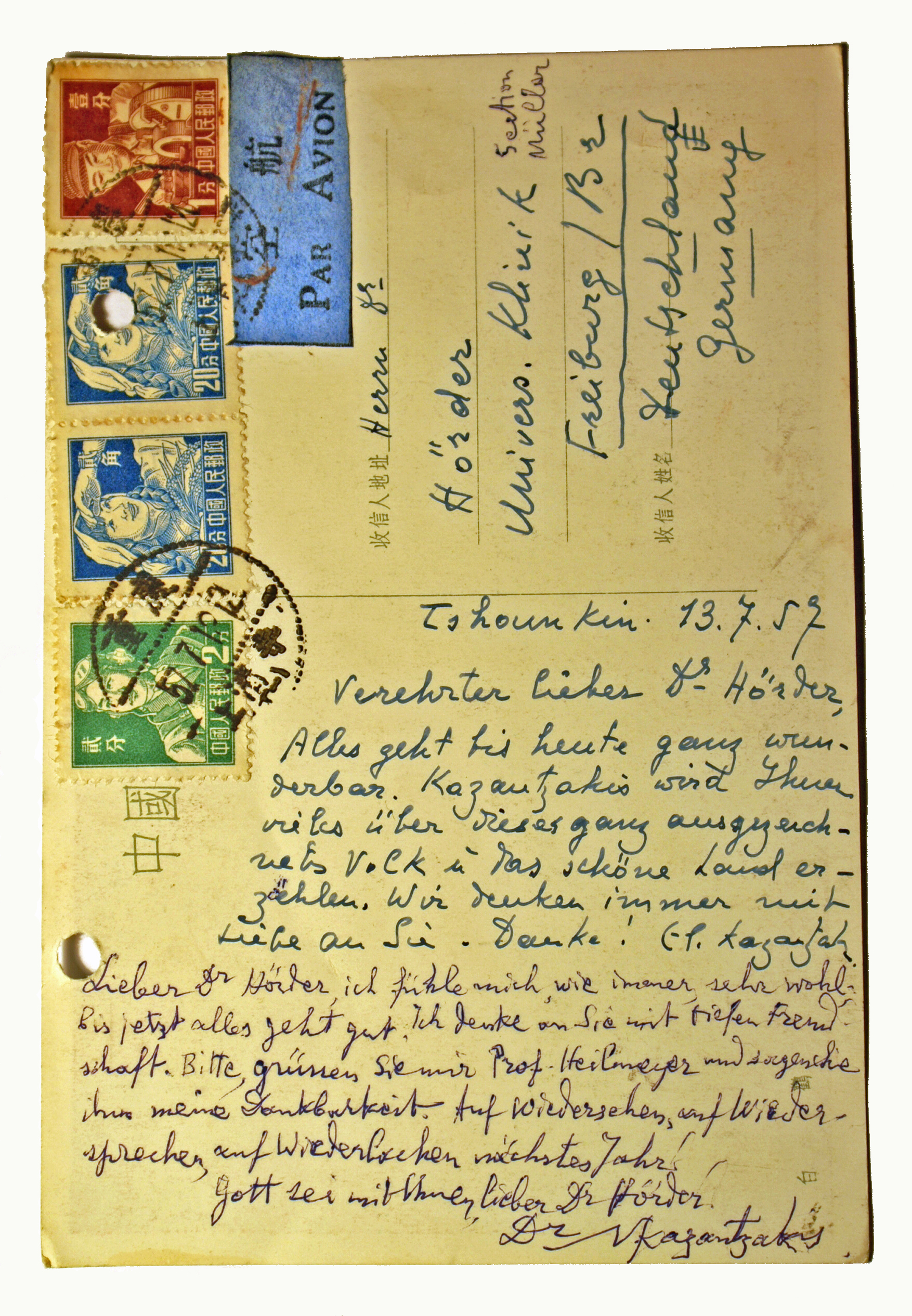
Carte postale écrite en allemand, de N. Kazantzaki au Dr M.-H. Hörder en 1957

### Romans
- Le Lys et le Serpent (1906), Monaco, Éditions du Rocher, 1990.
- Dans le palais de Minos (ou Dans les palais de Knossos) (1914-40), traduit par Jacqueline Moatti-Fine, Paris, Plon, 1984.
- Alexis Zorba (1946), traduit par Yvonne Gauthier avec Gisele Prassinos et Pierre Fridas, Paris, Plon, 1954. Nouvelle traduction de René Bouchet, Paris, Babel, 2015.
- Le Christ recrucifié (ou La Passion grecque) (1948), Paris, Plon, 1955.
- Les frères ennemis (1949), Paris, Plon, 1965.
- La Liberté ou la Mort (Kapetán Mikhális) (1950), Paris, Plon, 1956.
- La Dernière Tentation (1954), traduit par Michel Saunier, Paris, Plon, 1959.
- Le Pauvre d'Assise (1956), traduit par Gisèle Prassinos et Pierre Fridas, Paris, Plon, 1957.
- L'Ascension (1946), inédit, posthume, traduit par René Bouchet, Paris, Cambourakis, 224 p., 2021.

Romans non traduits :
- Âmes brisées (1908)
- La Vie impératrice (1909)
- Alexandre le Grand (1914-40)
- Le Banquet (1922)

### Poésies
- L'Odyssée (1924-32), traduction de Jacqueline Moatti, lithographies originales de André Cottavoz, Paul Guiramand, André Minaux et Walter Spitzer, Paris : Éditions Richelieu, Plon, 1968-1969, FRBNF33061452.

Poésies non traduites :
- Canti (Tersinès) (1932-37)
- Pinakothiki et Panathinaia (1906-1908), poèmes en prose

### Essais et récits

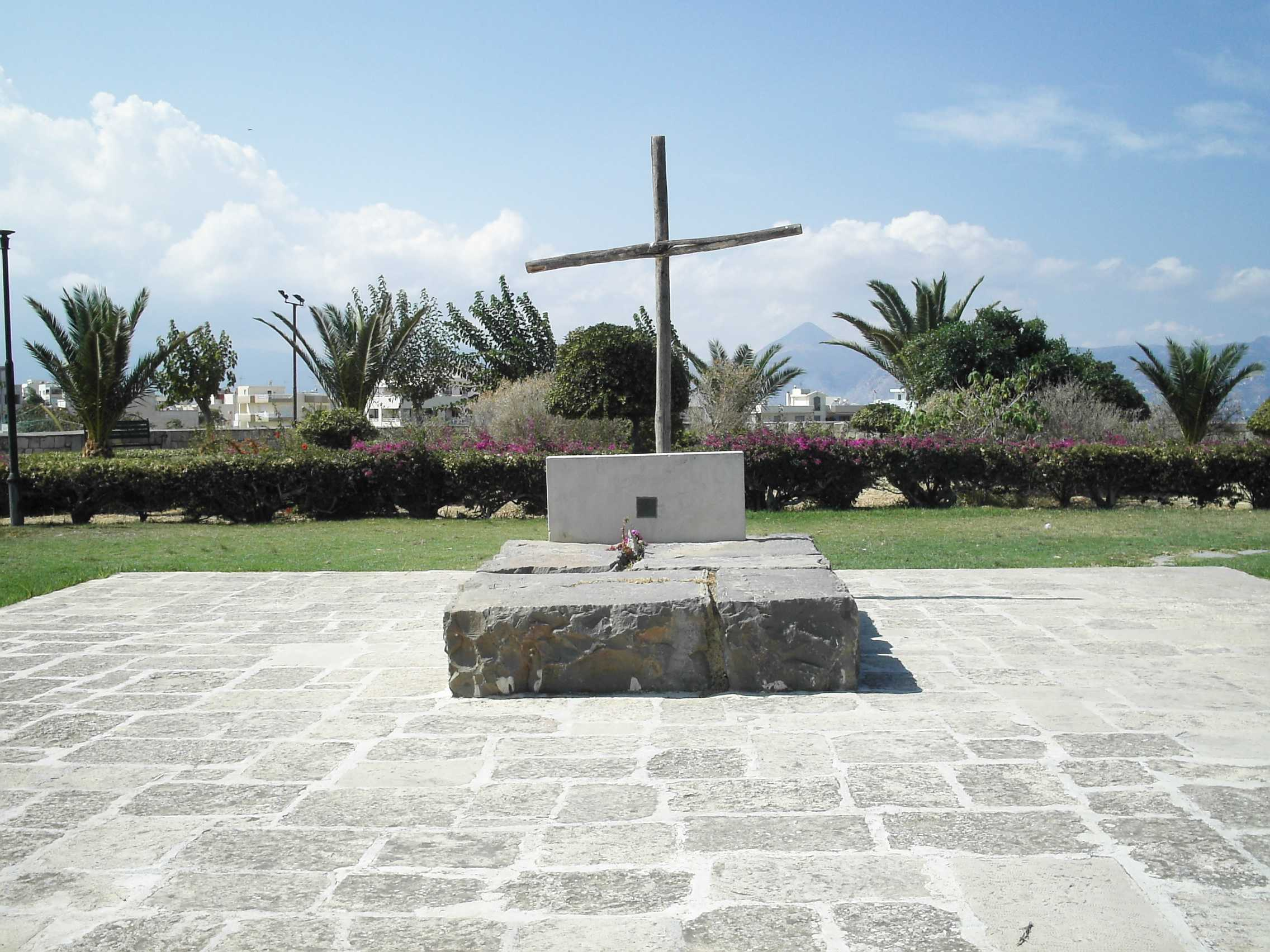
Tombe de N. Kazantzákis à Héraklion, avec pour épitaphe : « Je n'espère rien, je ne crains rien, je suis libre. »

- Friedrich Nietzsche dans la philosophie du droit et de la cité (1909). Présentation, traduction et notes de Bénédicte Hardouin et Pothitos Roumeliotis, 2004 ; Révision de Bénédicte Hardouin, 2015, Paris, L'Harmattan, 110 p. (ISBN 978-2-343-05829-0)
- Ascèse. Salvatores Dei (1922-44), texte établi par Aziz Izzet, Paris, Plon. Réédition Bussy-Saint-Martin, Éd. Aux Forges de Vulcain, 2013; Paris, Cambourakis, nouvelle trad. par René Bouchet, 2022, 91 p.  (ISBN 978-2-366-24636-0)
- Toda raba. Moscou a crié (écrit en français), Paris, Plon, 1929. Rééd. Cambourakis, 2017, 288 p.  (ISBN 978-2-366-24302-4)
- Du Mont Sinaï à l’île de Venus. Carnet de voyage (1927), Paris, Plon.
- Voyage I : Chine-Japon (1935-58), trad. par Liliane Princet et Nikos Athanassiou, Paris, Plon, 1971.
- Voyage II : Russie (1928), trad. par Liliane Princet, Paris, Plon, 1977.
- Voyage III : Espagne (1937), Paris, Plon.
- Le Jardin des Rochers (1936), écrit en français, Paris, Plon, 1959.
- Lettre au Greco. Souvenirs de ma vie (1956) (publication posthume en 1961), trad. par Michel Saunier, Paris, Plon, 1961. Rééd. sous le titre Rapport au Greco, Préface d'Athina Vouyuca, Paris, Cambourakis, 2016, 480 p. ; Actes Sud, coll. « Babel », 2021, 658 p.
- Arles, Actes Sud, coll. « Babel », avec une
- Entretiens (1957) avec Pierre Sipriot, Monaco, Éditions du Rocher, 1990.
- Le Dissident. Biographie de Nikos Kazantzaki (correspondance éditée à titre posthume par sa femme), Vevey, L'Aire; Saint-Imier, Canevas , 1993, 625 p. (Nouv. éd. entièrement revue et augm. de l'éd. Plon, 1968, 582 p.)

Essais non traduits :
- Le mal du siècle (1906)
- Henri Bergson (1913)
- Histoire de la littérature russe (1929)
- Anthologie de la poésie espagnole (1932)
- Voyages en Angleterre (1940)

### Théâtre
- Théâtre 1 : Melissa (1937), Kouros (1949), Christophe Colomb (1949), Paris, Plon, 1971
- Théâtre 2 : Bouddha (1941), Paris, Plon, 1982
- Le Maître maçon (1910), A Die, 1997.

Tragédies et pièces non traduites :
- Le jour se lève (1907)
- Fasga (1907)
- Jusqu'à quand ? (1907)
- Comédie (1908)
- Christ  (1915)
- Ulysse (1915)
- Héraclès (1920)
- Christ (1921)
- Νicéphore Phocas (1915-1927)
- Othello revient (1936)
- Julien l’apostat (1939)
- Prométhée (1943)
- Kapodistria (1944)
- Sodome et Gomorrhe (1948)
- Constantin paléologue (1951)

### Traductions en grec moderne
- Œuvres de Platon en 1912
- La Naissance de la tragédie de Nietzsche en 1912
- Ainsi parlait Zarathoustra de Nietzsche en 1913
- Le Rire de Bergson en 1915
- Dictionnaire Larousse en 1930, inachevé, en collaboration avec Prevelaki.
- Œuvres de Jules Verne en 1931
- La Divine Comédie de Dante en 1931
- Faust de Goethe en 1936
- L'Iliade et L'Odyssée d'Homère en 1942 et 1943
- Le Prince de Machiavel
- Aurélia ou le Rêve et la Vie de Gérard de Nerval

## Postérité

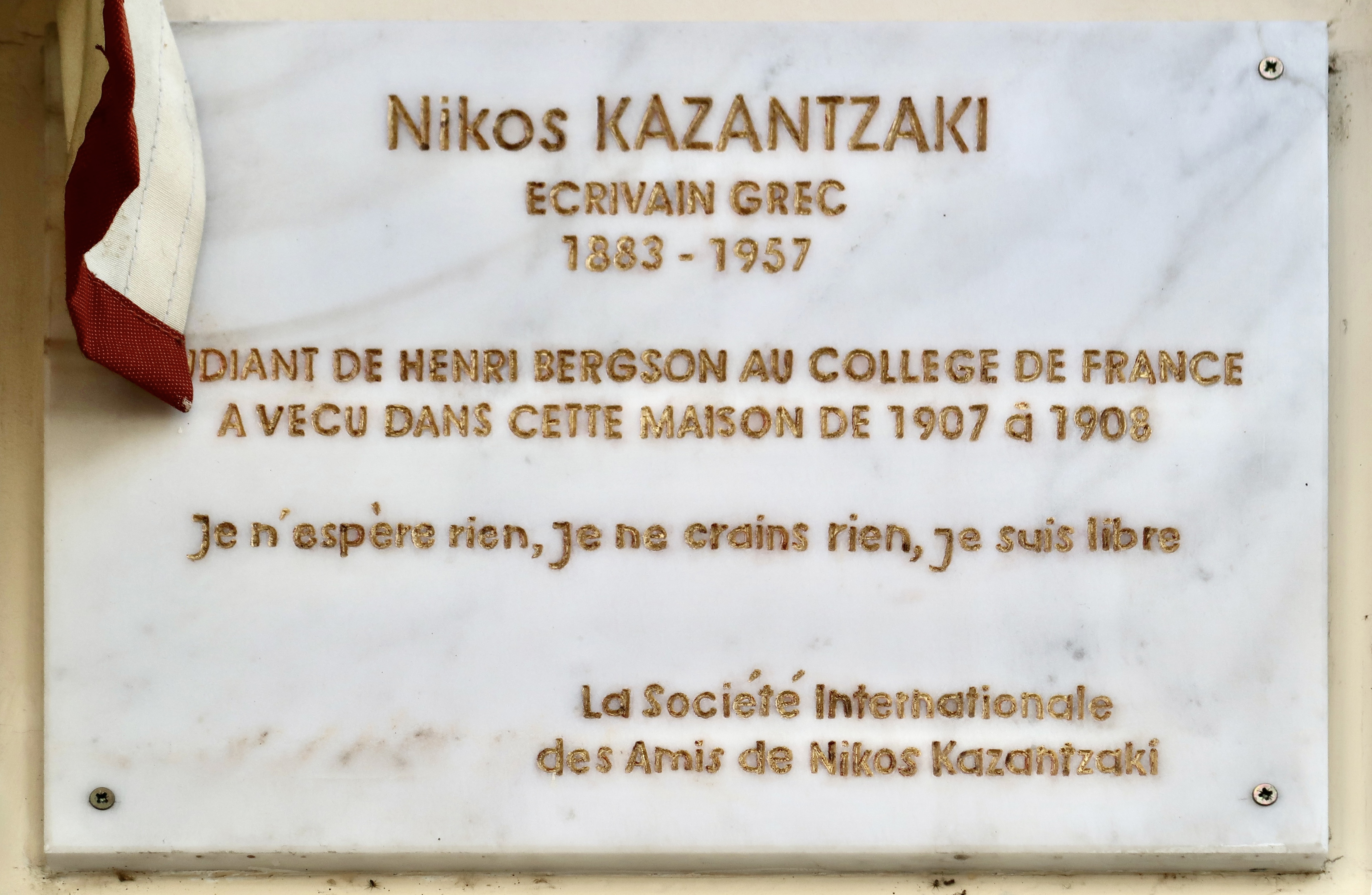
Plaque no 13 rue Du Sommerard (Paris), où il vécut de 1907 à 1908.

### Adaptations d'œuvres de Níkos Kazantzákis

#### Adaptations cinématographiques
Plusieurs films sont basés sur son œuvre :
- 1957 : Celui qui doit mourir, film franco-italien réalisé par Jules Dassin, avec Melina Mercouri et Pierre Vaneck, d'après le roman Le Christ recrucifié
- 1964 : Zorba le Grec (Alexis Zorba), film greco-américain réalisé par Michael Cacoyannis, avec Anthony Quinn, Alan Bates, Irène Papas, et une musique de Míkis Theodorákis, d'après le roman éponyme. Plusieurs comédies musicales tirées d’Alexis Zorba ont par ailleurs été jouées dans des théâtres à travers le monde, avant et après le film de Cacoyannis
- 1988 : La Dernière Tentation du Christ (The Last Temptation of Christ), film américain réalisé par Martin Scorsese, d'après le roman éponyme. À sa sortie, le film fit encore plus scandale que le roman.
- 2017 : Kazantzakis, film grec. Biopic réalisé par Yannis Smaragdis.

#### Adaptations musicales
Un opéra a été écrit par Manolis Kalomiris, compositeur grec du début du XXe siècle sur le maître maçon, œuvre d'inspiration impressionniste quelque peu debussyste.
Il faut se pencher sur La Passion grecque (1957) d’après le Christ Recrucifié qui fut l’objet de tous les soins de Bohuslav Martinů, ami de Níkos : il en existe deux versions radicalement différentes.

### Musée
Un Musée Kazantzákis a été créé en 1983 dans le village de Myrtiá, à 15 km au sud d'Héraklion, en Crète ; il a été rénové en 2009. Le Musée d'histoire de Crète contient également des documents relatifs à Kazantzákis.

### Aéroport
L'aéroport international d'Héraklion, sa ville natale, porte son nom.